# Julien Bestron
Julien Ferdinand Bestron (Nancy, 12 marzo 1986) è un ex cestista francese.